# Esfandiar

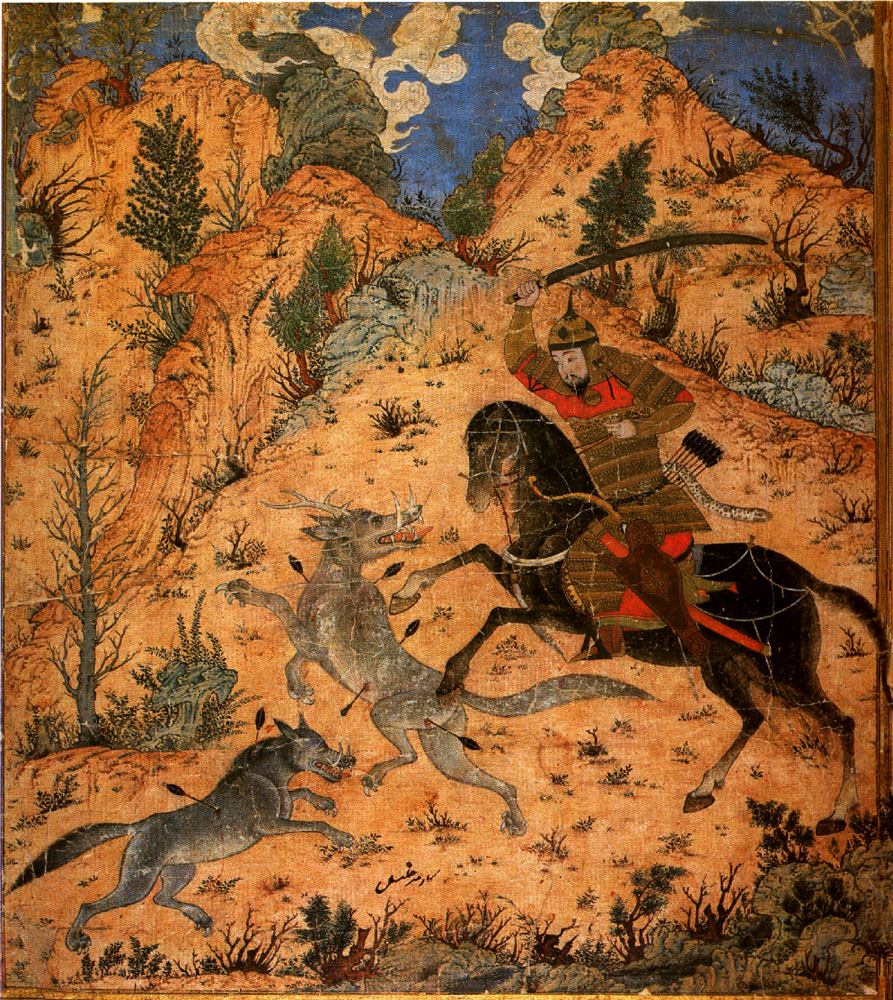
Esfandiar se battant contre des loups (vers 1370).

Esfandiar (en persan : اسفندیار / Esfandiyâr) est un héros légendaire persan. 
Il est le fils et l'héritier du roi kaïanien Goshtasp (en moyen perse : Wishtasp, de l'avestique Vishtaspa) et le frère de l'immortel Pashotan (en moyen perse : Peshotan, de l'avestique Peshotanu). Esfandiar est plus connu à travers l'histoire tragique d'une bataille avec Rostam, décrite dans le Livre des Rois de Ferdowsi. C'est l'un des plus longs épisodes du Livre des Rois. Comme Rostam, il triomphe d'une série de sept épreuves.

## Étymologie et surnoms
Le nom d'Esfandiar, en persan : اسفندیار, est également traduit par Sepandiār, Sepandiyar, Esfandyar, Isfandiar, Isfandiyar ou Esfandiar, selon les versions. Par certaines occasions, il est qualifié de tahamtan, ce qui signifie « corps d'éléphant », une épithète également attribué à Rostam exclusivement.

## Sept exploits

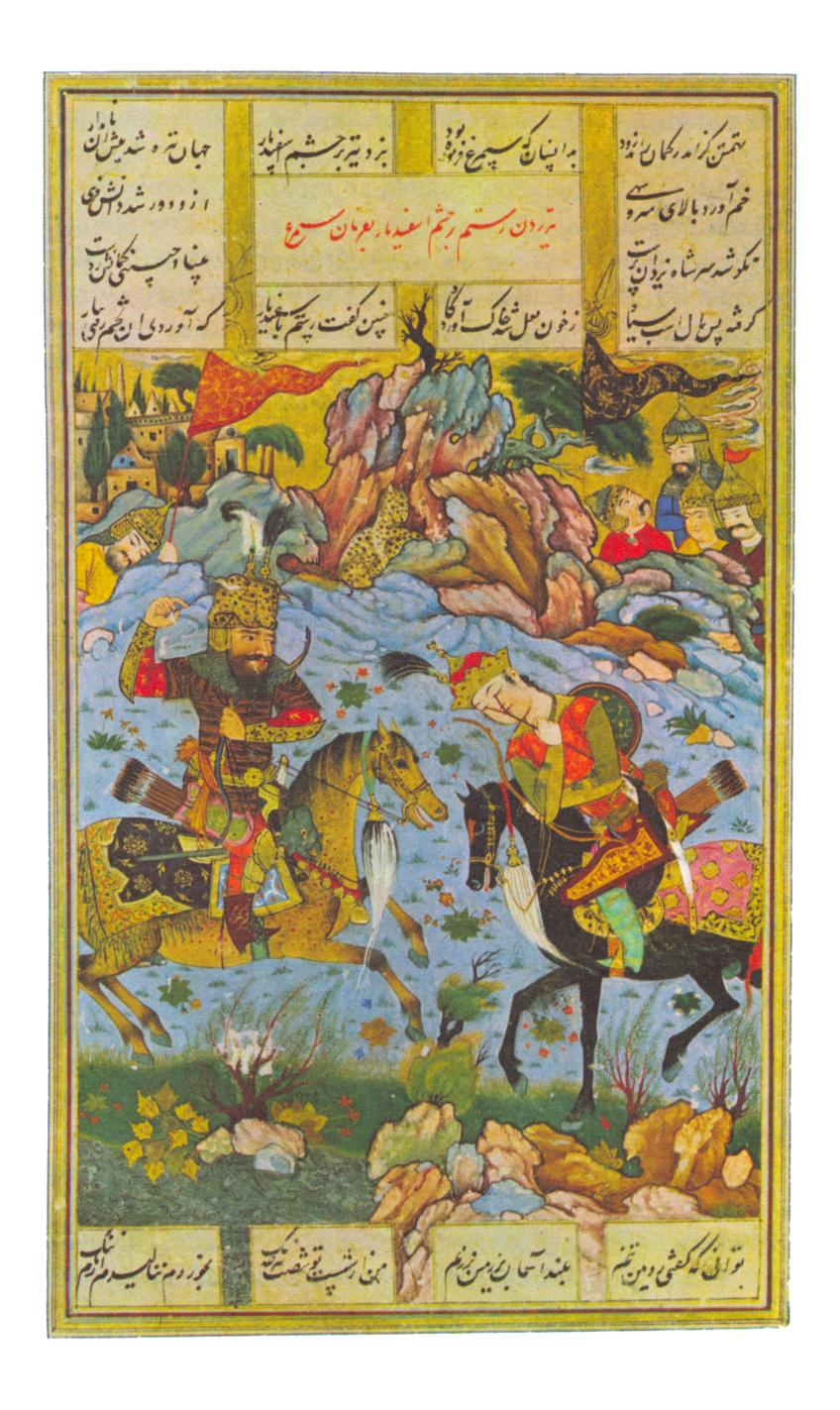
Rostam et Esfandiyar.

Comme Rostam, Esfandiar est l'image même du héros iranien, et passe par 7 épreuves (Haft Kha ̄n) qui le voient triompher sur ses ennemis et des difficultés naturelles. Ces épreuves comportent l'abattage d'un (ou de plusieurs) loup, puis de plusieurs lions, la victoire sur un dragon, la victoire sur une sorcière maléfique, celle sur un Simorgh (accompagné de ses petits dans certaines versions), la traversée d'une tempête de trois jours, enfin la traversée d'un désert, au terme de laquelle Esfandiyār parvient à entrer dans la citadelle ennemie, déguisé en marchand.
Le meurtre du Simurgh constitue un motif qui distingue clairement Esfandiar de Rostam, pour lequel il est un oiseau protecteur, et pourrait représenter une attaque contre le point de vue religieux Sistân, pour lequel le Simorgh représente une créature bienveillante et protectrice.

## Influences
Il y a peut-être eu contamination entre les histoires de Rostam et celles d'Esfandiar.
Esfandiyar est présenté comme un héros du Zoroastrisme, plutôt que de l'Islam.

## Analyses
La principale source écrite concernant Esfandiar est le Livre des Rois. Considéré comme un épisode majeur du Livre des Rois et comme l'un des chefs-d'œuvre d'écriture de Ferdowsi, le combat entre Rostam et Esfandiar a fait l'objet de nombreux commentaires par des chercheurs et essayistes.Finalement, Esfandiar a été tué par Rostam (sous la direction de Simorgh) avec une flèche provenant d'un tamarix qui lui a touché les yeux. D’ailleurs, les yeux d’Esfandiar constituent ses points de faiblesse, exactement comme le talon d’Achille.